# Costa dei trabocchi

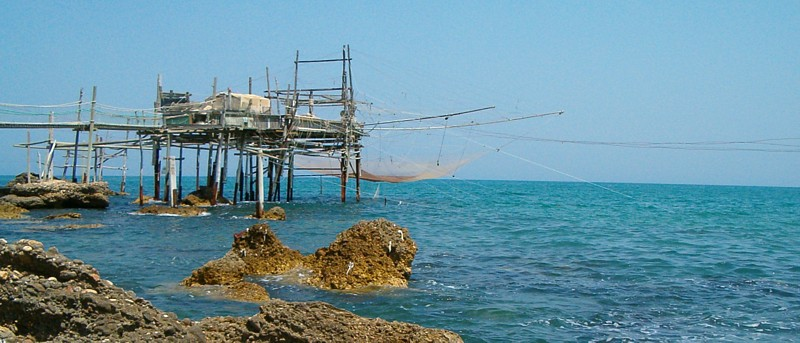
Trabocchio

De Costa dei trabocchi is de Adriatische kuststrook die behoort tot de provincie Chieti.
De kust is vernoemd naar de vele trabocchi, de visinstallaties die vrijwel geheel uit hout vervaardigd zijn en al eeuwenlang worden gebruikt. Dit deel van de Abruzzese kust is ruiger dan het noordelijkere deel. Zand- en kiezelstranden worden afgewisseld door stukken rotskust. De grootste plaaten aan de Costa dei trabocchi zijn de havenstad Ortona en Vasto.

## Plaatsen aan de Costa dei trabocchi
- Francavilla al Mare
- Ortona
- San Vito Chietino
- Rocca San Giovanni
- Fossacesia
- Torino di Sangro
- Casalbordino
- Vasto
- San Salvo